# Mięsień pierścienno-nalewkowy boczny

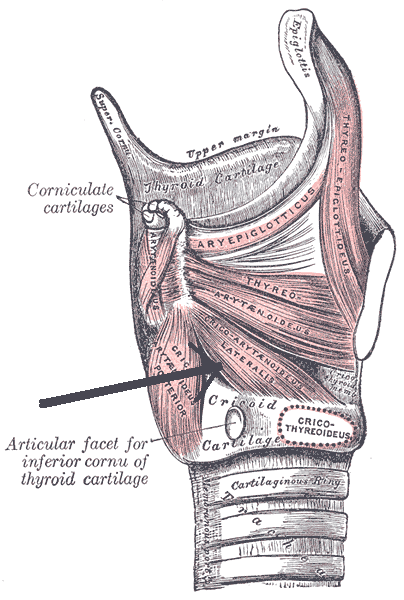
Mięsień pierścienno-nalewkowaty boczny na rycinie mięśni krtani podpisany jako cricoarytenoidus lateralis

Mięsień pierścienno-nalewkowy boczny (ang: lateral cricoarytenoid muscle, łac: musculus cricoarytenoidus lateralis) – w anatomii człowieka mięsień krtani, należący do grupy mięśni głębokich, nazywanych również wewnętrznymi.

## Budowa
Mięsień ten jest mięśniem poprzecznie prążkowanym szkieletowym. Zaczyna się na górnej części bocznej powierzchni łuku chrząstki pierścieniowatej i biegnie do wyrostka mięśniowego chrząstki nalewkowatej.

## Topografia
Mięsień ten leży po wewnętrznej stronie chrząstek krtani, znajduje się do przodu od mięśnia pierścienno-nalewkowego tylnego. Od zewnątrz jest przykryty przez włókna mięśnia tarczowo-nalewkowego.

## Czynność
Wszystkie chrząstki krtani są połączone więzadłami i powleczone od wewnątrz i na zewnątrz licznymi mięśniami. Mięśnie te umożliwiają ruch krtani i w konsekwencji modyfikowanie głosu, co umożliwia m.in. wydawanie dźwięków w różnych tonach i śpiew. Jednym z takich mięśni jest mięsień pierścienno-nalewkowy boczny. Z racji swoich przyczepów jego funkcją jest przede wszystkim przywodzenie fałdów głosowych (zamykanie szpary głośni), co powoduje przejście do tonów wyższych. Pociąga on wyrostek mięśniowy nieco ku dołowi i przodowi, obraca więc chrząstkę nalewkowatą do wewnątrz. Zbliża to do siebie wyrostki głosowe i zamyka szparę głośni. Jest antagonistą mięśnia pierścienno-nalewkowego tylnego.

## Unerwienie
Mięsień pierścienno-nalewkowy boczny jest unerwiony ruchowo przez nerw krtaniowy dolny.

## Unaczynienie
Unaczynienie tego mięśnia pochodzi od dwóch głównych źródeł – tętnicy tarczowej górnej (odchodzącej od tętnicy szyjnej zewnętrznej) lub tętnicy tarczowej dolnej (która odchodzi od tętnicy podobojczykowej).